# Pierino
Pierino è un personaggio immaginario, tradizionale e umoristico, della cultura popolare italiana, utilizzato come soggetto e protagonista di molte barzellette.
Negli anni ottanta del XX secolo ne fu realizzato un adattamento cinematografico con protagonista Alvaro Vitali.

## Personaggio
Il personaggio di Pierino è riferito in genere ad un ragazzino furbo oppure ridicolo, scostumato o pasticcione, che fa spesso scherzi o pone ingenuamente domande e fa affermazioni con un doppio senso molto imbarazzanti per i suoi antagonisti e ascoltatori "adulti" (come genitori o insegnanti) e ha un modo di pensare molto diretto. A volte è ben istruito sulla terminologia del sesso, mentre altre volte è fin troppo innocente. L'ambientazione dei suoi scherzi è spesso la scuola o la casa.
Di Pierino esistono diversi corrispettivi in paesi europei come Francia (Toto), Regno Unito (Little Johnny), Germania (Fritzchen e Klein Erna), Spagna (Jaimito), Bulgaria (Ivancho e Mariyka), Lituania (Petriukas) e Ungheria (Moricka).

## Versione cinematografica

Alvaro Vitali (a destra) interpreta Pierino in Pierino colpisce ancora (1982); qui è sul set con Michela Miti, personaggio ricorrente nei panni della maestra Rizzi

Pierino compare in una trilogia di film commedia sexy all'italiana, dove viene impersonato da Alvaro Vitali. I primi due film furono girati nei sei mesi a cavallo tra la fine del 1981 e l'inizio del 1982; Alvari ne divenne l'icona e ispirò altre cinque pellicole del genere ma che videro altri attori impegnati nel ruolo del personaggio.
Considerando i successivi tentativi di rilancio del filone negli anni 1990, in totale Vitali recitò in tre film più altri tre che non vennero mai distribuiti. Inoltre, nel 1981, fu distribuito il film Pierino medico della S.A.U.B. di Giuliano Carnimeo, in cui Vitali interpreta il personaggio di Alvaro Gasperoni, un medico incapace soprannominato "Pierino".

### Trilogia ufficiale (con Alvaro Vitali)

Miti e Vitali in Pierino contro tutti (1981)

1. Pierino contro tutti, regia di Marino Girolami (1981)
2. Pierino colpisce ancora, regia di Marino Girolami (1982)
3. Pierino torna a scuola, regia di Mariano Laurenti (1990)

### Pellicole non ufficiali
Parallelamente ai film con Alvaro Vitali vennero realizzate alcune pellicole con personaggi analoghi:
- Pierino il fichissimo, regia di Alessandro Metz (1981) – con Maurizio Esposito nel ruolo di Pierino
- Pierino la peste alla riscossa!, regia di Umberto Lenzi (1982) – con Giorgio Ariani nel ruolo di Pierino
- Quella peste di Pierina, regia di Michele Massimo Tarantini (1982) – con Marina Marfoglia nel ruolo di Pierina
- Che casino... con Pierino!, regia di Bitto Albertini (1982) – con Roberto Gallozzi nel ruolo di Pierino

### Film mai distribuiti
Nonostante il flop di Pierino torna a scuola, Alvaro Vitali venne scritturato per altre cinque pellicole per rivestire i panni del personaggio. Il primo è Pierino Stecchino, realizzato nel 1992, diretto da Claudio Fragasso e interpretato da Flavio Bucci e Alvaro Vitali, che vede quest'ultimo anche nelle vesti di produttore assieme a Carmine De Benedittis, già a sua volta produttore di Pierino torna a scuola. Il film segnò una tappa importante nella carriera di Fragasso, che dopo questa commedia girò prevalentemente thriller e film d'azione di serie B che lo renderanno noto al pubblico italiano. Il film avrebbe dovuto rilanciare Vitali dopo il flop e ripercorrere, in chiave ancor più comica, le disavventure di Pierino in uno scenario vicino a quello del film Johnny Stecchino, interpretato da Roberto Benigni e distribuito nel 1991. Il film nacque con il titolo Una sirena sulla costa: dopo essere stato terminato, non venne mai proiettato nei cinema né trasmesso dalle reti televisive italiane e rimane totalmente inedito al pubblico, eccezion fatta per alcuni fotogrammi pubblicati in rete dalla società Fantastudio FX Lab, occupatasi delle pinne delle sirene.

Ketty Mrázová e Vitali sul set di Pierino Stecchino (1992), film mai distribuito nelle sale e rimasto inedito

Negli anni immediatamente successivi furono realizzate altre due pellicole semi-amatoriali dirette da Gianfranco Iudice: una, intitolata Gli antenati tua e de Pierino e prodotta da Vitali, si avvaleva della collaborazione di Angelo Russo e riproponeva uno scenario simile a quello di Superfantozzi, in cui è presente Pierino nelle varie epoche storiche. Fu proiettata nel 1996 in alcune sale cinematografiche siciliane e all'interno dell'Arcipelago Film Festival, al cinema Quattro Fontane di Roma, senza essere distribuita ufficialmente; l'altra, intitolata Pierino il ripetente, fu realizzata nel 1997 con la produzione della Redox Cinematografica, senza essere distribuito.
Venne annunciata nel 2009 un'ulteriore pellicola, diretta ancora da Gianfranco Iudice (con protagonisti Vitali e Giada Martelli) e intitolata Pierino torna ancora. Le riprese del film, che sarebbero dovute iniziare nel mese di marzo dello stesso anno in Lombardia, Piemonte, Sicilia e Sardegna, non furono mai avviate, ma esistono alcuni video sui casting distribuiti sul canale C6TV.
Nel 2011 Vitali riprese ancora una volta il personaggio di Pierino nella pellicola a basso costo Vacanze a Gallipoli, diretta da Tony Greco e con protagonisti Vitali e la sua compagna Stefania Corona. Il film venne completato ma non trovò distribuzione.